# Ida Vihuri
Ida Johanna Vihuri (ur. jako Hilden, ur. 18 sierpnia 1882 w Lastunen – zm. 7 września 1929 Tampere) – fińska działaczka ruchu robotniczego i parlamentarzystka, sprawująca mandat w latach 1922–1929 z ramienia Socjaldemokratycznej Partii Finlandii.

## Życiorys

### Dzieciństwo i młodość
Urodziła się we wsi Lastunen w gminie Lempäälä. Ukończyła dwie klasy szkoły podstawowej, po czym w wieku 13 lat podjęła pracę w fabryce włókienniczej Finlaysona w Tampere. W 1905 r. wstąpiła do stowarzyszenia robotników w Tampere i brała udział w strajku generalnym, jednym z punktów kulminacyjnych rewolucji 1905 r. w Finlandii. W następnym roku uczestniczyła w spotkaniu założycielskim Fińskiego Związku Tkaczy, a w 1907 r. został wybrana na sekretarza związku zawodowego pracowników Finlaysona. Pracę łączyła z nauką na wieczorowych kursach organizowanych w domu robotniczym w Tampere. Pisała również do związkowego magazynu „Tehtaalainen”.
W 1908 roku Vihuri po raz pierwszy kandydowała z ramienia Partii Socjaldemokratycznej w wyborach do parlamentu Wielkiego Księstwa Finlandii, jednak bez powodzenia. W latach 1915–1918 jako pierwsza kobieta pełniła funkcję sekretarza Stowarzyszenia Robotników w Tampere.
Ida Vihuri i Alfred Vuolte byli liderami ruchu związkowego w fabryce Finlaysona. Vihuri w artykułach na łamach „Tehtaalainen” łączyła sprawę robotniczą z kwestią kobiecą, podkreślając również gorszą pozycję kobiet w klasie robotniczej. Vihuri niechętnie odnosiła się do mieszczańskiego (burżuazyjnego) ruchu kobiecego, ponieważ nie czuła więzi z kobietami z klasy wyższej. Była przekonana, że przynależność klasowa ma większe znaczenie niż płeć. Walczyła o upowszechnienie oświaty i wyrażała poglądy antyklerykalne.
Ida Vihuri pozostała niezamężna przez całe życie, aby móc skupić się na polityce.

### Wojna domowa
W okresie narastających napięć wewnętrznych w Finlandii w 1917 r. Ida Vihuri i Alfred Vuolte byli przeciwni zbrojnemu powstaniu, starali się o rozwiązanie konfliktów społecznych na drodze pokojowej. Podczas wojny domowej Vihuri pełniła funkcję sekretarza Komitetu Wykonawczego Partii Pracy w Tampere, który był odpowiedzialny za cywilną administrację kontrolujących wówczas miasto fińskich czerwonych. Była również jedną z założycielek Gwardii Kobiet w Tampere, ale sama nie brała udziału w działaniach zbrojnych.
Po zdobyciu Tampere przez białych Vihuri została uwięziona, zaś w lipcu 1918 r. sąd doraźny skazał ją i Alfreda Vuolte na dożywotnie więzienie. Według stenogramu Vihuri demonstracyjnie śmiała się podczas odczytywania wyroku. W czasie uwięzienia związek zawodowy ogłosił Vihuri i Vuolte członkami honorowymi i wspierał ich finansowo.

### Parlamentarzystka
Vihuri wyszła na wolność na mocy powszechnej amnestii w 1920 r. Zwolniona z pracy w fabryce Finlaysona, pracowała w biurze miejskim Socjaldemokratycznej Partii Finlandii. W 1922 r. z powodzeniem wystartowała w wyborach parlamentarnych. Ponownie zdobywała mandat również w latach 1924, 1927 i 1929.
7 września 1929 roku Ida Vihuri i Kaarlo Suottala podróżowali parowcem Kuru przez jezioro Näsijärvi, zamierzając udać się do Kuru, gdzie mieli występować na publicznym spotkaniu. Parowiec zatonął podczas burzy i oboje działacze zginęli. Ciało Vihuri zostało znalezione nieco ponad tydzień po katastrofie w pobliżu ujścia Tammerkoski. Została pochowana na cmentarzu Kalevankangas w Tampere, a w pochodzie pogrzebowym, który wyruszył przez miasto z Domu Robotniczego w Tampere, szły tysiące ludzi.
Rodzicami Idy Vihuri byli Johan Kustaa Hildén (1853-1932) i Johanna Paunu (1859-1938). Rodzina była religijna, ale jak wspominała sama Vihuri, tylko jedno z jej rodzeństwa pozostało wierzące w dorosłym wieku. Siostra Idy Vihuri Kaisa Hiilelä również była fińską parlamentarzystką. Z kolei Reino Oittinen, fiński polityk i minister w latach 50. i 60. XX, był jej siostrzeńcem, synem jej siostry Huldy Gustavy Apilisto. Ida Vihuri wspierała siostrzeńca finansowo i miała wpływ na kształtowanie się jego poglądów politycznych.